# Jérémy Blayac
Jérémy Blayac (Saint-Affrique, 13 giugno 1983) è un ex calciatore francese, di ruolo attaccante.

## Carriera
Nato a Saint-Affrique, Blayac ha iniziato la sua carriera nell'ambito dell'accademia giovanile del club francese Toulouse FC. Lasciò il club nel 2004, per raggiungere lo Stade de Reims lato Ligue 2. Vi rimase solo una stagione, prima di avere due stint in AS Cannes, con una stagione al LB Châteauroux nel mezzo. Nel 2008, è entrato a far parte del club francese di secondo livello US Boulogne.
Il 29 gennaio 2011, ha fatto il suo debutto a Tours in una sconfitta per 1-3 a Clermont. Dopo quattro partite giocate in campionato, ha segnato il suo primo gol per Tours il 18 febbraio 2011, allo Stade de la Vallée du Cher, aiutando la sua squadra a vincere 1-0 contro Troyes.
Si è ritirato alla fine della stagione 2018-2019.

## Palmarès

### Competizioni nazionali
- Championnat National: 1

Strasburgo: 2015-2016
- Ligue 2: 1

Strasburgo: 2016-2017